# Knemodynerus excellens
Knemodynerus excellens är en stekelart som först beskrevs av Perkins 1907.  Knemodynerus excellens ingår i släktet Knemodynerus och familjen Eumenidae. Inga underarter finns listade i Catalogue of Life.